# La “Vostra„ Rita
 La “Vostra„ Rita è un album discografico della cantante italiana Rita Pavone, pubblicato nel 1966 dalla RCA Italiana.

## Descrizione
L'album contiene prevalentemente brani già editi su 45 giri com'era consuetudine in quegli anni per i long playing, tra cui La zanzara, brano tratto dalla colonna sonora del film Rita la zanzara diretto da Lina Wertmüller, Perché due non fa tre, sigla del programma radiofonico Gran Varietà, I tre porcellini e Con un poco di zucchero, Mamma dammi la panna, Col chicco e Orazi e Curiazi, quest'ultimo già apparso nel precedente album Stasera Rita, brani destinati ai più piccoli, più altri brani inediti.

## Edizioni
L'album fu pubblicato in Italia in LP dalla RCA Italiana per la Serie Special, con numerazione di catalogo a parte e prezzo economico (1.800 lire invece delle consuete 2.700 lire), con numero di catalogo S 10. L'album fu l'ultimo ad essere pubblicato anche negli Stati Uniti dalla RCA Victor, con numero di catalogo FPM 177 in versione mono, mantenendo la stessa tracklist italiana.
Non esiste una versione pubblicata in CD, download digitale o per le piattaforme streaming.

## Tracce
1. La zanzara
2. I tre porcellini (Frank Churchill, Misselvia)
3. Col chicco
4. Mamma dammi la panna
5. Siam tutti per uno
6. Io cerco la Titina
7. Perché due non fa tre
8. Cam Cam Cammello
9. Libertà
10. Con un poco di zucchero
11. Orazi e Curiazi
12. Il bersagliere

## Formazione
- Rita Pavone - voce
- Clive Devine - basso (traccia 12), cori (traccia 12)
- Trevor Cook - batteria (traccia 12)
- Steve Outhwaite - chitarra (traccia 12), cori (traccia 12)
- George Rainsford - chitarra (traccia 12), cori (traccia 12)
- Alan Dike - chitarra (traccia 12), cori (traccia 12)
- Laurie Jeffs - chitarra (traccia 12), cori (traccia 12)
- Luis Enriquez Bacalov - arrangiamento orchestra (tracce 1, 5, 7-8)
- Ruggero Cini - arrangiamento orchestra (tracce 2, 10-11)
- Franco Pisano - arrangiamento orchestra (tracce 3, 4, 6)
- I Cantori Moderni di Alessandroni - cori (tracce 1, 3-4, 6-8)
- I 4 + 4 di Nora Orlandi - cori (tracce 2, 10-12)
- Il Coro Di Voci Bianche (diretto da Renata Cortiglioni) - cori (traccia 5)